# Mistrovství Jižní Ameriky ve fotbale 1935
Mistrovství Jižní Ameriky ve fotbale 1935 bylo 13. mistrovství pořádané fotbalovou asociací CONMEBOL. Vítězem se stala Uruguayská fotbalová reprezentace.

## Tabulka
| Tým       | Z | V | R | P | VG | IG | +/- | B |
| --------- | - | - | - | - | -- | -- | --- | - |
| Uruguay   | 3 | 3 | 0 | 0 | 6  | 1  | +5  | 6 |
| Argentina | 3 | 2 | 0 | 1 | 8  | 5  | +3  | 4 |
| Peru      | 3 | 1 | 0 | 2 | 2  | 5  | -3  | 2 |
| Chile     | 3 | 0 | 0 | 3 | 2  | 7  | -5  | 0 |

## Zápasy
| 6. ledna 1935                                   |     |            |                                       |
| Argentina                                       | 4:1 | Chile      | Estadio Nacional, Lima diváci: 25 000 |
| Lauri 28' Arrieta 49' García 57' Masantonio 71' |     | Carmona 8' | Estadio Nacional, Lima diváci: 25 000 |

| 13. ledna 1935 |     |      |                                       |
| Uruguay        | 1:0 | Peru | Estadio Nacional, Lima diváci: 25 000 |
| H. Castro 80'  |     |      | Estadio Nacional, Lima diváci: 25 000 |

| 18. ledna 1935 |     |             |                                       |
| Uruguay        | 2:1 | Chile       | Estadio Nacional, Lima diváci: 13 000 |
| Ciocca 33' 55' |     | Giudice 54' | Estadio Nacional, Lima diváci: 13 000 |

| 20. ledna 1935                    |     |                 |                                       |
| Argentina                         | 4:1 | Peru            | Estadio Nacional, Lima diváci: 21 000 |
| Masantonio 10' 61' 81' García 50' |     | T. Fernández 2' | Estadio Nacional, Lima diváci: 21 000 |

| 26. ledna 1935 |     |       |                                       |
| Peru           | 1:0 | Chile | Estadio Nacional, Lima diváci: 12 000 |
| Montellanos 5' |     |       | Estadio Nacional, Lima diváci: 12 000 |

| 27. ledna 1935 |     |                                   |                                       |
| Argentina      | 0:3 | Uruguay                           | Estadio Nacional, Lima diváci: 30 000 |
|                |     | Castro 18' Taboada 28' Ciocca 36' | Estadio Nacional, Lima diváci: 30 000 |